# 澤克里
36°46′N 4°35′E / 36.767°N 4.583°E
澤克里（阿拉伯语：‎），是阿爾及利亞的城鎮，位於該國北部提濟烏祖省，由阿扎茲加區負責管轄，面積89平方公里，2008年人口3,286人，人口密度每平方公里37人。